# Enrico Colombari
Enrico Colombari (La Spezia, Italia, 31 de enero de 1905 - Pisa, Italia, 8 de marzo de 1983) fue un futbolista y entrenador italiano. Se desempeñaba como centrocampista.

## Trayectoria
Crecido en el Pisa, en 1924 fue transferido al Torino, donde permaneció cuatro años, ganando dos ligas (aunque el título 1926/27 fue revocado por un escándalo).
En 1930 fichó por el SSC Napoli por 265.000 liras; en la ciudad del Golfo permaneció siete años, totalizando 213 presencias y 6 goles, antes de volver al Pisa y concluir su carrera en el Savoia de Torre Annunziata, asumiendo el doble papel de jugador y entrenador.
Sucesivamente fue el técnico, entre otros, del Empoli de la Serie B y Ternana Calcio.

## Selección nacional
Ha sido internacional con la selección de fútbol de Italia en 9 ocasiones. Debutó el 14 de octubre de 1928, en un encuentro de visitante ante la selección de Suiza que finalizó con marcador de 2-3 para la Azzurra.

## Clubes

### Como futbolista
| Club   | País   | Año       |
| ------ | ------ | --------- |
| Pisa   | Italia | 1920-1926 |
| Torino | Italia | 1926-1930 |
| Napoli | Italia | 1930-1937 |
| Pisa   | Italia | 1937-1938 |
| Savoia | Italia | 1938-1939 |

### Como entrenador
| Club            | País   | Año       |
| --------------- | ------ | --------- |
| Savoia          | Italia | 1938-1939 |
| Empoli          | Italia | ?         |
| Savoia          | Italia | 1940-1941 |
| Ternana         | Italia | 1941-1942 |
| Vittorio Veneto | Italia | 1942-1943 |
| Pro Mogliano    | Italia | 1946-1947 |
| Treviso         | Italia | 1947-1948 |
| Torrese         | Italia | 1950-1951 |

## Palmarés

### Campeonatos nacionales
| Título              | Club   | País   | Año         |
| ------------------- | ------ | ------ | ----------- |
| Campeonato Italiano | Torino | Italia | 1927 - 1928 |